# Patricia Van Ryckeghem
 (mai 2014).
Si vous disposez d'ouvrages ou d'articles de référence ou si vous connaissez des sites web de qualité traitant du thème abordé ici, merci de compléter l'article en donnant les références utiles à sa vérifiabilité et en les liant à la section « Notes et références ».
Patricia Van Ryckeghem (née à Buenos Aires en 1965) faisait partie des top models des années 1980. 

## Biographie
Fille de l'économiste belge Willy Van Rijckeghem et petite-fille du scientifique Armand Hacquaert, elle fit ses études secondaires au lycée de Gand. À l'âge de 16 ans, elle fut découverte par le magazine Flair dont elle gagna le concours de 1981. L'année suivante, elle participa à New York au concours « The Face of the Eighties » organisé par l'agence Ford Models qui l'engagea immédiatement après le concours. La patronne de l'agence, Eileen Ford, l'invita à loger chez elle, et la dirigea vers un parcours prestigieux. Pendant ses premières années, elle faisait la couverture de tous les magazines du monde dont Cosmopolitan et Elle. Sa beauté classique fut remarquée par Chanel, qui l'engagea pour un contrat exclusif en 1984, et dont elle fut le visage pendant une dizaine d'années, succédant a Inès de la Fressange. Le peintre belge Pol Mara a fait un tableau d'après ses photos de Chanel.
Après sa carrière de mannequin, elle s'établit à Washington aux États-Unis, où elle poursuivit ses études de biologie à l'University of Maryland dont elle se gradua en 2005.